# マ・ノルマンディー
マ・ノルマンディー（フランス語: Ma Normandie、英語: My Normandy、））はフレデリック・ベラ（Frédéric Bérat）が作詞・作曲したフランス・ノルマンディー地方を讃えたフランス語の歌である。また、イギリス王室属領のジャージー代官管轄区の国歌でもある。

## 概要
フレデリック・ベラ（1801-1855）は1836年、ノルマンディーのサンタドレス（Sainte-Adresse）から自分の故郷、ルーアンへ向かう船の上で「マ・ノルマンディー」を作曲した。パリへ帰り、すぐ初演している。発表後、ノルマンディーを讃える歌として、ノルマンディーの民謡のように広く知られている。
曲はゆるやかな哀調を帯びたもので、詩は3番まであり、いずれも「私はノルマンディーへ帰りたい／ノルマンディーが一番美しい、私に生を与えた所だから。」で終わり、フランスでは歌の題名も「J'irai revoir ma Normandie」（私はノルマンディーへ帰りたい）と呼ばれる場合が多い。歌う時に「Normandie」を「Nor-man-di-e」（ノルマンディーウ）のように発音するので、日本では歌の題名を「ノルマンディーユ」とする人もいる。 
Quand tout renaît à l'espérance,

Et que l'hiver fuit loin de nous,

Sous le beau ciel de notre France,

Quand le soleil revient plus doux,

Quand la nature est reverdie,

Quand l'hirondelle est de retour,

J'aime à revoir ma Normandie,

C'est le pays qui m'a donné le jour.
（日本語訳：すべてが希望へと生まれ変わり／そして冬が遠く去り／私たちのフランスの美しい空の下に／太陽がまたさらに優しさへ戻った時に／自然がまた緑になった時に／燕が戻った時に／私はノルマンディーに戻るのが好きだ／そこは私に生を与えた所だから。）

## ジャージーでは
「マ・ノルマンディー」はイギリス王室属領のジャージー代官管轄区の国歌でもあり、英連邦競技会などでも演奏される。住民の大多数はフランス語系のノルマン語を話すが、ノルマン語歌詞（フランス語歌詞の「フランス」を「ラ・マンシュ諸島」のノルマン語に変えている）と統治国の英語訳も以下に示す。
ノルマン語：

Quaund no ratouorne à l’espéraunche,

et que la freid est louen de nouos.

Pis qu’no reveî des biaos Daimmaunches,

et que l’solé revyint pllus doux.

Quaund le r’nouvé est raccachi,

joaunats, promioles, hérondes itou,

J’îme cha d’arveî ma Normaundie,

ch’est lyi l’pays qui m’a bailli eul jou.

英語：

When everything is reborn in hope

And winter flees far from us,

Under the beautiful sky of our France,

When the sun returns gentler,

When nature has turned green again,

When the swallow has returned,

I like to see again my Normandy,

It's the country where I was born. 
2008年にジャージーでは新しい国歌を公募して、ジェラール・ルフェーブル（Gerard Le Feuvre）の「Man Bieau P'tit Jèrri / Beautiful Jersey」（ノルマン語／英語）が選ばれたが、住民に古い国歌への愛着も多く、変更するかまだ決着していない。 